# Киннэрд, Артур
А́ртур Фицдже́ралд Киннэ́рд, 11-й лорд Киннэрд KT (англ. Arthur Fitzgerald Kinnaird; 16 февраля 1847 — 30 января 1923) — английский и шотландский футболист и футбольный функционер. Был главой Футбольной ассоциации Англии и одним из ведущих футболистов своего времени.

## Семья и образование
Артур Киннэрд родился 16 февраля 1847 года в Кенсингтоне, Лондон.  Его отец, Артур Киннэрд, 10-й лорд Киннэрд, был банкиром и членом Парламента, а впоследствии и членом Палаты лордов. Артур-младший проходил обучение в Чимской школе (англ.), Итонском колледже и Тринити-колледже, получив степень бакалавра в 1869 году.
Работал в банке своего отца, став директором Ransom, Bouverie & Co в 1870 году. В 1896 году этот банк слился с другими и стал называться Barclays Bank. Артур Киннэрд был его директором до момента своей смерти в 1923 году. После смерти отца Артур занял его место в Палате лордов.

## Футбольная карьера
Начал играть в футбол во время обучения в Чимской школе. В возрасте 12 лет был капитаном команды Чимской школы в матче против команды школы Хэрроу. В период обучения в Итонском колледже продолжал играть в футбол.
После того, как в 1863 году была создана Футбольная ассоциация Англии, Киннэрд вошёл в её исполнительный комитет. На тот момент ему было 22 года.
Свой первый футбольный матч про правилам ассоциации (association football) Артур Киннэрд провёл в начале 1866 года.
В 1870 года Киннэрд и Чарльз Олкок организовали первый в истории матч между футбольными сборными. Олкок вызвал в свою команду игроков, рождённых в Англии, тогда как Киннэрд собрал команду из футболистов Шотландии. Несмотря на то, что Артур родился Англии, он был из древнего Пертширского рода Киннэрдов, поэтому решил выступать за сборную Шотландии. Матч, сыгранный 5 марта 1870 года в Глазго, завершился вничью 0:0. 8 марта 1873 года Киннэрд провёл свой единственный матч на уровне национальных сборных, сыграв за сборную Шотландии против англичан. Англия выиграла со счётом 4:2.
Артур Киннэрд сыграл в девяти финалах Кубка Англии с 1873 года, что является рекордным показателем для футболистов. Трижды он выигрывал этот турнир в составе «Уондерерс» и дважды — с «Олд Итонианс».
Будучи футболистом, Киннэрд выступал на всех позициях на футбольном поле, включая вратаря, защитника, хавбека и нападающего. В финале 1877 года он был вратарём «Уондерерс» и стал автором первого в истории финальных кубковых матчей автогола: он поймал мяч после удара игрока «Оксфорд Юниверсити», но затем случайно переступил линию собственных ворот, тогда как мяч ещё находился в его руках.
Киннэрд был известен жёстким отбором мяча у соперника. Однажды его жена выразила беспокойство, что Артур «однажды придёт домой со сломанной ногой», на что один из его приятелей заметил: «Не стоит беспокоиться, мадам. Если это и случится, сломана будет не его нога».

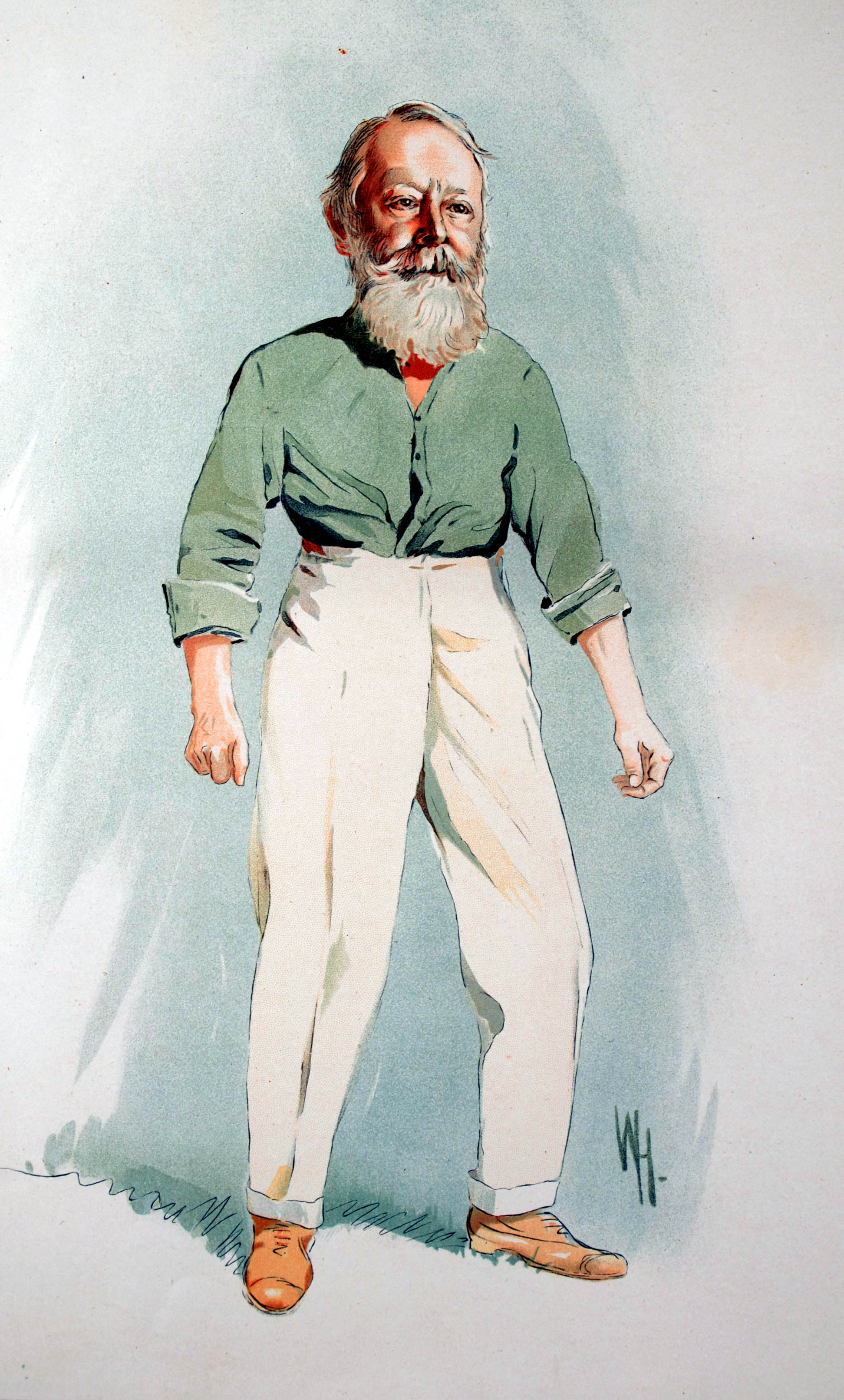
Портрет лорда Киннэрда

В 1870-е годы Артур Киннэрд был одним из самых популярных футболистов Великобритании. О нём много писали спортивные журналисты того времени.

Фермерски сложенный, с лохматой каштановой бородой, он не особо походил на шотландского лэрда, но если с ним заговорить, то услышишь его богатый, резонирующий голос и быстрые, взрывные предложения. Конечно, голос и манеры выдавали его высокие качества образованного человека.
Он был лидером, и, прежде всего, мускулистым типажом христианина... Как игрок, причём на любой позиции, он был примером футболиста-атлета. Он был популяризатором игры, активно продвигая её среди всех социальных слоёв. Он был «своим парнем» и с ребятами из политехнического института в Лондоне, и с «Олд Итонианс».

Было время, когда белые парусиновые штаны Киннэрда (а он всегда носил штаны во время матчей) и его бело-голубая шляпа были так же известны, как и огромная фигура Уильяма Грейса в его жёлто-красной шляпе... Лорд Киннэрд говорил, что играет по четыре или пять матчей каждую неделю и никогда не устаёт при этом… Он был честным и открытым игроком, спокойно получая свою порцию ударов по ногам, но не возмущаясь по этому поводу.— Дж. Кэттон, редактор газеты Athletic News
В качестве администратора Киннэрд работал в Футбольной ассоциации с 1868 года. Через 9 лет стал казначеем ассоциации, а через 13 лет стал её президентом, заменив на этом посту майора Фрэнсиса Мариндина в 1890 году. Он оставался президентом Футбольной ассоциации на протяжении последующих 33 лет, до своей смерти в 1923 году, которая случилась за несколько месяцев до открытия «Уэмбли».

## Прочие интересы
Артур Киннэрд был разносторонним спортсменом, также играя в теннис и участвуя в соревнованиях по гребле на каноэ. Он был чемпионом Кембриджа по плаванию и игре файвз, а также выиграл чемпионат Итона по бегу на 350 ярдов в 1864 году.
Помимо спорта Артур Киннэрд был президентом YWCA и YMCA в Англии, директором банка Barclays и лордом-верховным комиссаром генеральной ассамблеи церкви Шотландии в 1907, 1908 и 1909 году. Он был шефом инженерного полка дивизиона Тей и волонтёром Корпуса королевских инженеров в Данди.

## В кинематографе
В 2020 году на платформе Netflix вышел художественный мини-сериал «Игра родом из Англии» (The English Game), рассказывающий об истории английского футбола в XIX веке. Роль Киннэрда в нём сыграл Эдвард Холкрофт.

## Достижения
Уондерерс
- Обладатель Кубка Англии (3): 1873, 1877, 1878

Олд Итонианс
- Обладатель Кубка Англии (2): 1879, 1882
- Финалист Кубка Англии: 1875, 1876, 1881, 1883

## Награды
- Орден Чертополоха (22 июня 1914 года)[6].